# Rerum Novarum
„Rerum Novarum“ е енциклика, отворено писмо до епископите на Римокатолическата църква, оповестена на 15 май 1891 година от папа Лъв XIII. Озаглавена „Права и задължения на капитала и труда. За условията на труд“, тя е смятана за основополагащия католически текст по въпроса за експлоатацията на работниците.
„Rerum Novarum“ разглежда взаимоотношенията и взаимните задължения между труда и капитала, както и между държавата и нейните граждани. Като основен проблем е сочена нуждата от подобрение в „нищетата и мизерията, притискащи така несправедливо мнозинството от работническата класа“. Енцикликата се застъпва за правата на работниците да образуват профсъюзи, отхвърля комунизма и неограничавания капитализъм, макар да потвърждава правото на частна собственост.
През следващите десетилетия много от възгледите в „Rerum Novarum“ са доразвити в нови енциклики, най-вече в „Quadragesimo Anno“ на папа Пий XI (1931), „Mater et Magistra“ на папа Йоан XXIII (1961) и „Centesimus Annus“ на папа Йоан Павел II (1991).